# JIC (raccord hydraulique)
Pour les articles homonymes, voir JIC.

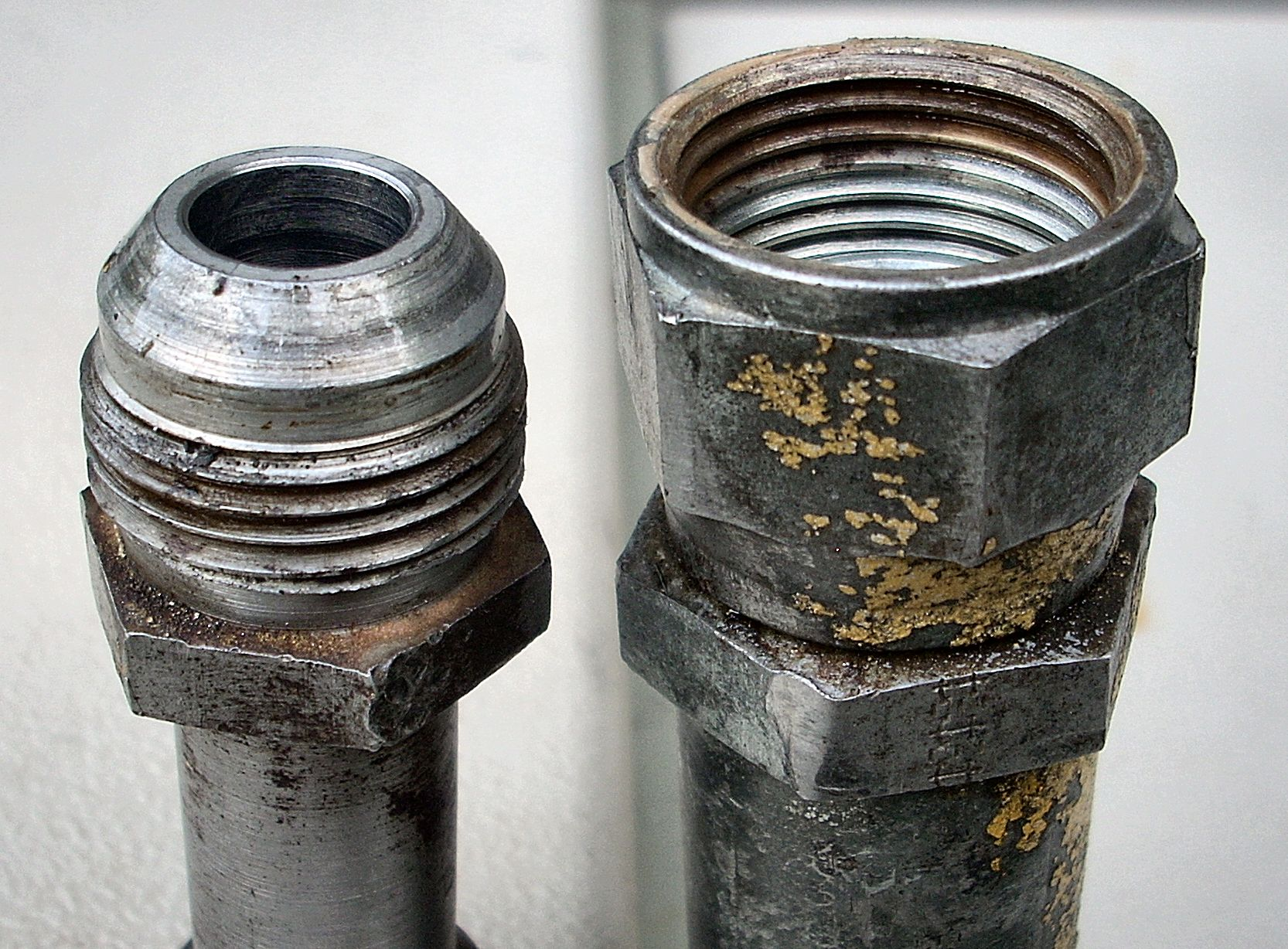
Raccort JIC 37

JIC ou JIC 37 est un type de raccord hydraulique.
Il désigne en réalité la forme du filetage et la façon dont l'étanchéité est faite.
Dans le cas du JIC, elle est assurée par un contact cône sur cône,.
Le nom JIC provient de Joint Industrial Council; 37° flared seat. Et le 37 vient de l'angle du cône : 37°.
Ce type de raccord est le plus utilisé pour l'industrie automobile, mais il nécessite un outillage spécial pour le sertissage.

## Dimensions principales
| JIC UNF | mm    |
| ------- | ----- |
| 7/16    | 11.11 |
| 1/2     | 12.7  |
| 9/16    | 14.28 |
| 3/4     | 19.05 |
| 7/8     | 22.22 |
| 1'1/16  | 26.98 |
| 1'5/16  | 33.33 |